# Mount Allsup
Mount Allsup är ett berg i Antarktis. Det ligger i Östantarktis. Australien gör anspråk på området. Toppen på Mount Allsup är 2 622 meter över havet, eller 222 meter över den omgivande terrängen. Bredden vid basen är 0,98 km.
Terrängen runt Mount Allsup är varierad. Trakten är obefolkad. Det finns inga samhällen i närheten.